# Faro di Pakri
Il faro di Pakri (in estone: Pakri tuletorn) è un faro situato sulla penisola di Pakri (sulla costa del Mar Baltico), nella contea di Harju, in Estonia.

## Storia
Il primo faro che si abbia notizia fu costruito sulla penisola di Pakri nel 1724. La posizione del faro fu presumibilmente scelta dallo zar Pietro il Grande.
L'attuale faro fatto in pietra calcarea, fu costruito nell'anno 1889 a 80 metri da quello vecchio. Il vecchio faro di Pakri è stato parzialmente demolito e utilizzato come deposito di paraffina. Il faro e la casa del guardiano del faro furono gravemente danneggiati durante la seconda guerra mondiale; tuttavia, queste strutture sopravvissero e nel 2001 furono completamente restaurate.